# Station Tuczno Krajeńskie
Station Tuczno Krajeńskie is een spoorwegstation in de Poolse plaats Tuczno.